# Nicolas Vogel
Nicolas Vogel (VI arrondissement di Parigi, 27 maggio 1925 – XIV arrondissement di Parigi, 17 settembre 2006) è stato un attore francese.
Talvolta utilizzando gli pseudonimi: Nick Vogel, Nic Vogel e Vogel.

## Biografia
Vogel è figlio dell'editore e giornalista Lucien Vogel e della giornalista Cosette de Brunhoff. Sua sorella è la politica Marie-Claude. L'altra sorella Nadine è un'attrice cinematografica. Ha prestato servizio nelle Forze francesi libere (FFL).Il suo primo ruolo importante è stato in Le Bataillon du ciel del 1947 dove interpreta Veran, un paracadutista della Francia libera, paracadutato in Bretagna nella notte tra il 5 e il 6 giugno del 1944 come parte dello sbarco in Normandia.
Vogel è stato un attore e comico apparso in numerosi film e programmi TV per più di 50 anni, tra cui L'Abominable homme des douanes (1963), Lo zingaro (1975), Mado (1976) e Poliziotto o canaglia (1979). Ha avuto anche un piccolo ruolo nel film del 1995 I miserabili, diretto da Claude Lelouch.

## Filmografia

### Cinema
- Una donna ha tradito (Patrie), regia di Louis Daquin (1946) - non accreditato
- Quello che mi è costato amare (Pétrus), regia di Marc Allégret (1946) - non accreditato
- Le Bataillon du ciel, regia di Alexander Esway (1947)
- Il segno di Allah (Bethsabée), regia di Léonide Moguy (1947)
- Et dix de der, regia di Robert Hennion (1948)
- Sotto il cielo di Parigi (Sous le ciel de Paris), regia di Julien Duvivier (1951)
- La ragazza di Trieste (Les loups chassent la nuit), regia di Bernard Borderie (1952)
- Seuls au monde, regia di René Chanas (1952)
- La strega del Rodano (Le Jugement de Dieu), regia di Raymond Bernard (1952)
- La Demoiselle et son revenant, regia di Marc Allégret (1952)
- La mondana rispettosa (La p... respectueuse), regia di Marcello Pagliero e Charles Brabant (1952)
- Amanti nemici (La Jeune folle), regia di Yves Allégret (1952)
- F.B.I. divisione criminale (La Môme vert de gris), regia di Bernard Borderie (1953)
- Sposata ieri (Jeunes mariés), regia di Gilles Grangier (1953)
- Operazione dollari (Les Femmes s'en balancent), regia di Bernard Borderie (1954)
- Una strana domenica (Un drôle de dimanche), regia di Marc Allégret (1958)
- Le relazioni pericolose (Les liaisons dangereuses 1960), regia di Roger Vadim (1959)
- Les Affreux, regia di Marc Allégret (1959)
- Colpo alla nuca (Marche ou crève), regia di Georges Lautner (1960) - non accreditato
- Il magnifico detective (Comment qu'elle est?), regia di Bernard Borderie (1960)
- Le vergini di Roma, regia di Carlo Ludovico Bragaglia e Vittorio Cottafavi (1961)
- Callaghan contro maschera nera (Callaghan remet ça), regia di Willy Rozier (1961)
- L'affare Nina B. (L'Affaire Nina B.), regia di Robert Siodmak (1961)
- Il pozzo delle tre verità (Le Puits aux trois vérités), regia di François Villiers (1961)
- L'educazione sentimentale (L'éducation sentimentale), regia di Alexandre Astruc (1962)
- L'Affaire Hugues, episodio di Il delitto non paga (Le Crime ne paie pas), regia di Gérard Oury (1962)
- Il coltello nella piaga (Le couteau dans la plaie), regia di Anatole Litvak (1962) - non accreditato
- L'Abominable homme des douanes, regia di Marc Allégret (1963)
- Una ragazza nuda (Strip-tease), regia di Jacques Poitrenaud (1963)
- Pattuglia anti gang (Brigade antigangs), regia di Bernard Borderie (1966)
- La notte dei generali (The Night of the Generals), regia di Anatole Litvak (1967) - non accreditato
- Addio Lara (J'ai tué Raspoutine), regia di Robert Hossein (1967)
- La ragazza di fronte (La Fille d'en face), regia di Jean-Daniel Simon (1968)
- Non bisogna scambiare i ragazzi del buon Dio per delle anatre selvatiche (Faut pas prendre les enfants du bon Dieu pour des canards sauvages), regia di Michel Audiard (1968) - non accreditato
- Quel violento mattino d'autunno (Le Petit matin), regia di Jean-Gabriel Albicocco (1971)
- È simpatico, ma gli romperei il muso (César et Rosalie), regia di Claude Sautet (1972) - non accreditato
- Il clan dei marsigliesi (La scoumoune), regia di José Giovanni (1972)
- Il giorno dello sciacallo (The Day of the Jackal), regia di Fred Zinnemann (1973)
- Tre amici, le mogli e (affettuosamente) le altre (Vincent, François, Paul... et les autres), regia di Claude Sautet (1974)
- Operazione Rosebud (Rosebud), regia di Otto Preminger (1975)
- Lo Zingaro (Le Gitan), regia di José Giovanni (1975)
- Mado, regia di Claude Sautet (1976)
- Poliziotto o canaglia (Flic ou voyou), regia di Georges Lautner (1979)
- Helen - Evoluzione di una donna (Une sale affaire), regia di Alain Bonnot (1981)
- Gioco in villa (Une étrange affaire), regia di Pierre Granier-Deferre (1981)
- Garçon!, regia di Claude Sautet (1983)
- A State of Emergency, regia di Richard C. Bennett (1985)
- I miserabili (Les misérables), regia di Claude Lelouch (1995)

### Televisione
- Leclerc enquéte (L'inspecteur Leclerc enquête) – serie TV, episodio 1x04 (1962)
- L'un d'entre vous, regia di Lazare Iglesis – film TV (1963)
- Commandant X – serie TV, episodio 1x05 (1964)
- Belfagor o Il fantasma del Louvre (Belphégor ou Le fantôme du Louvre) – miniserie TV, 2 puntate (1965)
- Le Trompette de la Bérésina – serie TV, episodi 1x01-1x03-1x04 (1966)
- I cavalieri del cielo (Les Chevaliers du ciel) – serie TV, 13 episodi (1967)
- Les Saintes chéries – serie TV, episodio 2x05 (1968)
- Provinces – serie TV, 1 episodio (1968)
- Ne vous fâchez pas Imogène, regia di Lazare Iglesis – film TV (1970)
- La Petite Catherine, regia di Lazare Iglesis – film TV (1971)
- La Tragédie de Vérone, regia di Claude Barma – film TV (1972)
- L'altro (Alexander Zwo) – miniserie TV, 1 puntata (1972)
- L'Éducation sentimentale – miniserie TV (1973)
- Karatekas and co – miniserie TV, 1 puntata (1973)
- Un mystère par jour – serie TV, episodio 3x17 (1974)
- Alle soglie dell'incredibile (Aux frontières du possible) – serie TV, episodio 2x01 (1974)
- À dossiers ouverts – serie TV, episodio 1x03 (1974)
- La Mouche bleue, regia di Jean-Paul Sassy – film TV (1974)
- Paul Gauguin – miniserie TV, 2 puntate (1975)
- La Chasse aux hommes – serie TV, 7 episodi (1975)
- Les Douze légionnaires – serie TV, 4 episodi (1976)
- Aurore et Victorien – miniserie TV, 5 puntate (1976)
- Les Amours sous la Révolution – serie TV, 1 episodio (1978)
- Le Temps d'une République – serie TV, 1 episodio (1978)
- Quella lunga estate in Bretagna (Les Moyens du bord), regia di Bernard Toublanc-Michel – film TV (1979)
- Miss – serie TV, episodio 1x05 (1979)
- Agenti speciali ONU missione Eiffel (The Hostage Tower), regia di Claudio Guzmán – film TV (1980)
- La falaise aux corneilles, regia di Franck Apprederis – film TV (1980)
- Les Dossiers de l'écran – serie TV, 1 episodio (1980)
- Les Grands ducs, regia di Marcel Bozzuffi e Patrick Jamain – film TV (1982)
- Marcheloup – miniserie TV, 3 puntate (1982)
- La Déchirure, regia di Franck Apprederis – film TV (1982)
- Le vison voyageur, regia di Bernard Deflandre – film TV (1984)
- Les enquêtes du commissaire Maigret – serie TV, 2 episodi (1972-1987)
- Poliziotto a 4 zampe (Katts and Dog) – serie TV, episodi 2x16-2x17 (1990)
- La milliardaire, regia di Jacques Ertaud – film TV (1991)
- Renseignements généraux – serie TV, episodio 2x03 (1991)
- L'Irlandaise, regia di José Giovanni – film TV (1991)
- For Better and for Worse, regia di Paolo Barzman – film TV (1992)
- Placé en garde à vue – serie TV, episodio 1x15 (1994)
- Le parasite, regia di Patrick Dewolf – film TV (1995)
- Le Frère Irlandais, regia di Robin Davis – film TV (1999)